# Lagynodes thoracicus
Lagynodes thoracicus is een vliesvleugelig insect uit de familie van de Megaspilidae. De wetenschappelijke naam van de soort is voor het eerst geldig gepubliceerd in 1906 door Kieffer.